# Sturz im Alter
Der Sturz im Alter wird in der Geriatrie als gesondertes medizinisches Problem betont, weil ungefähr ein Drittel der Menschen über 65 Jahre mindestens einmal pro Jahr stürzt (Alterssyndrom). Etwa 20 % der Folgen dieser Stürze bedürfen medizinischer Betreuung. Der Sturz selbst ist zunächst ein Symptom für ein mögliches Defizit aus unterschiedlichen Ursachen. Diese müssen nicht offensichtlich oder bekannt sein.
Knochenbrüche (Frakturen) treten in weniger als 10 % der Fälle auf, können dann jedoch zu Morbidität über einen sehr langen Zeitraum führen. Ebenso können auch Stürze ohne resultierende Frakturen die Mobilität alter Menschen reduzieren (Angst, starke Prellungsschmerzen) und in erhöhte Pflegebedürftigkeit münden. Stürze sollten Anlass zur Prüfung der Präventionsmöglichkeiten (Sekundärprävention) gegen weitere Stürze sein, die schließlich in Pflegebedürftigkeit münden könnten. Bei wiederholten Stürzen empfiehlt sich ein Geriatrisches Assessment.

## Ursachen
Die unterschiedlichen Ursachen für Stürze im Alter können im körperlichen, geistigen Bereich, in der Umgebung oder einer Mischung liegen. Differentialdiagnostisch kommen u. a. in Frage:
- Herzrhythmusstörungen (mit der Folge Blutarmut im Zentralnervensystem)
- Blutdruckschwankungen
- Falschmedikation, Fehldosierung oder Nebenwirkungen von Medikamenten
- Störungen des Gleichgewichtsorganes und des Sehvermögens eventuell in Kombination mit
- Muskelschwäche der Beine und der Wirbelsäule
- sensomotorische Defizite (Polyneuropathien u. ä.)
- Angst vor Stürzen, verminderte Stresstoleranz und Depressionen
- So genannte Stolper- oder Sturzfallen wie rutschende Bettvorleger, Türschwellen, glatte Böden, Treppen ohne Handlauf, vereiste Gehwege und Ähnliches
- Spontanfrakturen
- Sturz aus dem Bett

Im Wohnbereich tritt der Sturz aus dem Bett nicht so stark in Erscheinung wie im Krankenhaus oder Pflegeheim. Angenommen werden kann eine niedrigere Betthöhe (10–20 cm niedriger als im Spital). Diesen Risikofaktoren will eine ISO-Norm seniorengerechtes Bauen, z. B. mit mehr Steckdosen und besserer Beleuchtung in einem Raum vorbeugen.
- Seh- und Hörbeeinträchtigung

### Risikofaktoren
Im Wohnbereich sind als häufige Ursachen für Sturzverletzungen vorzufinden:
- Glatte und/oder nasse Bodenoberflächen (Fußböden, Fliesen, Treppen etc.)
- Stürze von Leiter etc.
- Schlechte Beleuchtung
- Ebenerdige Stolperfallen
  - selbst verlegte Behelfskabel (Stromzufuhr)
  - lose liegende Teppiche
  - abgelegte Gegenstände (Taschen, Müllbeutel usw. z. B. auf einer Treppe), an die nicht mehr gedacht wird.
  - kein festes Schuhwerk
  - keine angemessene Kleidung (Hosenbein zu lang)
  - fehlender beidseitiger Handlauf an Treppen
- Falscher Einsatz eines Rollators[1][2]

Auch Blutdruckabfall kann zu Stürzen führen:
- Hypotonie und Synkope lösen Schwindelgefühl aus

Vor allem aber stürzen viele Menschen auf Treppen. So starben 2005 in Deutschland über tausend Menschen bei Stürzen auf oder an Treppen. Davon betroffen waren 588 Männer und 483 Frauen. Mit 781 Unfällen fand der Großteil davon zu Hause statt. Auch bei den statistisch bekannt gewordenen Unfallursachen von weiteren Verletzungen sind Treppenstürze Spitzenreiter. Die Todesfälle aufgrund der Folgen eines Sturzes nahmen seit 1980 ab. 1980 verloren 100 Personen je 100.000 Einwohner infolge eines Sturzgeschehens ihr Leben, 2008 waren es 40 Personen je 100.000 Einwohner.
Besonders betroffen sind wegen der altersbedingten Einschränkungen ältere Menschen. Über 80 Prozent aller Unfallopfer an Treppen stammen aus den Altersgruppen über 60 Jahre. Bei ihnen ist durch die Osteoporose die Verletzungsgefahr besonders hoch. Wenn ein älterer Mensch stürzt, kommt nach einem möglichen Knochenbruch als weitere Folge die Angst vor einem Sturz hinzu, die zum (weiteren) Rückzug aus dem öffentlichen Leben und zu Bewegungsmangel führen kann. Andere Folgen können eine unerkannt bleibende intrakranielle Hirnblutung oder ein Infekt nach einer Unterkühlung sein. Etwa die Hälfte der älteren Sturzpatienten erlangt die ursprüngliche Beweglichkeit nicht wieder. 
Häufige bekannte Sturzauslöser sind Gangunsicherheit, Gleichgewichtsstörung (evtl. infolge einer plötzlichen Blutdruckschwankung), Stolperfallen wie Bodenbeläge oder Untertritte, fehlende Handläufe/Geländer, Fehltritt als Folge einer nicht erkannten Stufengrenze.
An Demenz Erkrankte haben laut Studien ein etwa 20-fach, Menschen mit Morbus Parkinson ein etwa 10-fach erhöhtes Sturzrisiko. Bei diesen Patientengruppen liegen häufig folgende Hauptrisikofaktoren für Stürze vor: Muskelschwäche, Gangstörungen, verringertes Sehvermögen, Störungen des Gleichgewichtssinns.

### Sturz im Krankenhaus oder im Wohnbereich
In Krankenhäusern (0,5–3,7 %) und Pflegeeinrichtungen (0,2–3,6 %) kommt der Sturz aus dem Bett am häufigsten vor. Immer häufiger werden hier präventive Maßnahmen ergriffen, um den Sturz aus dem Bett zu vermeiden bzw. um die Folgen zu mindern.
Vereinzelt werden Maßnahmen zur Milderung der Sturzfolgen ergriffen. Besonders wirksam ist im Krankenhaus die Verwendung von speziellen Betten. Dadurch können sich die Patienten sicherer fühlen, wenn sie im Spitalbett liegen und ebenfalls das Ein- und Aussteigen sicherer wird. Dies wird z. B. mit verschiedenen neuartigen Teilabgrenzungen statt Vollgitter erreicht. Hinzu kommen sogenannte Niederflureigenschaften. Diese Betten können z. T. bis auf 20–25 cm abgesenkt werden, ohne die Pflegehöhe von bis zu 90 cm zu verlieren, um die Sturzgefahren zu minimieren. Normale Spital- oder Pflegebetten liegen hier mit 55 bis 95 cm meist sogar über der Standardhöhe für die Untergrenze (die aus ergonomischen Gründen zur Erleichterung von Pflegemaßnahmen sinnvoll ist, aber nicht der Sturzgefahr von gefährdeten Patienten gerecht wird), wodurch besonders die „Problempatienten“ die Bodenhaftung verlieren, was sehr oft die Ursache für kritische Betten-Stürze ist. Moderne Spital- und Pflegebetten berücksichtigen die Anforderungen der Patienten (Sicherheit, Komfort einschließlich Unterflureigenschaften), der Pflegenden (ergonomische Pflege) und des Reinigungsteams (Bodenfreiheit).
In beiden Fällen (Spital/Pflegeeinrichtung und Wohnbereich) werden zur Sturzprävention immer häufiger auch sogenannte Hüftprotektoren (Kleidungsstücke mit Schutzpolstern) eingesetzt, die bei konsequenter Anwendung hohe Vermeidungswirkungen mitbringen. Da sie dauernd getragen werden sollten, bringen sie bei einigen Patientengruppen, wie z. B. bei stuhl-, harninkontinenten oder dementen Menschen aber auch Probleme mit sich.
Manche Folgen von Stürzen können auch dadurch begrenzt oder gemildert werden, dass frühzeitig Hilfe herbeigerufen wird. Beispielsweise können Smartwatches oder andere tragbare Geräte, die mit Sturzerkennungs-Funktion ausgerüstet sind, im Ernstfall automatisch einen Notruf mit Positionsangabe absetzen.

## Verletzungen

### Oberschenkelhalsbruch
Bei den durch Stürze im Alter entstehenden Verletzungen spielt (neben Frakturen des Handgelenks, Oberarms, Beckens etc.) die Schenkelhalsfraktur (Oberschenkelhalsbruch) eine große Rolle. Die Anzahl dieser Verletzungen steigt mit dem Alter der Personen an. Mögliche Morbiditätsfolgen (Krankheitshäufigkeiten) sind Operationen, Hüftkopfnekrosen, Thrombosen, Embolien, Infektionen, Einschränkung der Mobilität und eine eingeschränkte Kognition.
Häufig benötigen die Patienten hinterher Pflege, 50 % zeitlich begrenzt, 20–30 % ständig und 19 % sind auf ein Pflegeheim angewiesen.
Die Todesrate solcher Fälle mit Schenkelhalsfrakturen liegt im ersten Jahr bei 12–24 %.
Folgekosten durch Oberschenkelhalsbruch
- Behandlung (Kosten nur für die Operation und den Spitalaufenthalt):
  - 1997, Schweiz: ca. 21.000 SFr bzw. 17.000 DM oder 8.500 Euro[9]
  - 1996, Deutschland: ca. 20.000 Euro pro Fall, gesamt 2,6 Mio. Euro[10]
  - 2006, Deutschland: ca. 33.000 Euro (geschätzt)
- Reha-Maßnahmen
  - 2005, geschätzte Mindest-Kosten: 30 Tg × 210 Euro = zirka 6300 Euro
- Betreuung, Pflege
- Einbuße von Lebensqualität: Mobilität, Angst vor weiteren Stürzen, kürzere Lebenserwartung (sind zwar gravierend, aber finanziell nicht direkt belegbar)

Diese Kosten lassen sich durch Sturzpräventionsmaßnahmen wirksam eindämmen.

### Schädel-Hirn-Trauma
Ältere Menschen haben bei einem Sturz im Vergleich zu jungen Menschen ein um ein Vielfaches höheres Risiko eines Schädel-Hirn-Traumas (SHT). Denn die Blutgefäße werden im Alter dünner und weniger elastisch, und das Gehirn wird kleiner, so dass mehr Platz im Schädel ist. Dadurch erhöht sich die Gefahr, beim Sturz auf den Kopf eine intrazerebrale Blutung zu erleiden.

## Prophylaxe, pflegerische Prävention
Teilweise können altersbedingte Schwächen durch Behandlungen wie Muskel- und Bewegungstraining sowie Gleichgewichtsübungen rückgängig gemacht werden. Sehr hilfreich ist auch das Training im Umgang und Gehen mit dem Rollator zum Muskelerhalt bzw. -aufbau. Schmerzen in den Gelenken oder dem Rücken machen den kurzen Weg vom Sitzen zum Stehen für viele Menschen zur Tortur. Dies und die Sorge vor einem Sturz führen zum häufigeren Sitzenbleiben. Damit wird das nächste Aufstehen aber noch beschwerlicher und es besteht die Gefahr, immer unbeweglicher zu werden. Denn der menschliche Bewegungsapparat (Nerven, Muskeln, Knochen und Gelenke) braucht ein bestimmtes Maß an Bewegung, um sich zu regenerieren. Um das Aufstehen zu erleichtern und den Prozess sicherer zu machen, gibt es Aufstehhilfen wie zum Beispiel den Katapultsitz oder den LYFTY. Für sowohl würdevolles Anheben von gestürzten Personen als auch rückenschonendem Arbeiten der Hilfs-/Rettungskräfte eignen sich so genannte Notfall-Hebekissen. Diese können auch zum Anheben oder Transfer von bariatrischen, gelähmten oder spastischen Patienten genutzt werden.
Wichtig ist außerdem die Suche nach so genannten Sturzfallen im häuslichen Umfeld. Diese sind zu beseitigen, die Wege gut auszuleuchten sowie ausreichende Haltemöglichkeiten dabei anzubieten. An Treppen sollen auf beiden Seiten griffige Handläufe angebracht werden.
„Bettgitter“ und in extremen Fällen unzureichender Einsicht des alten Menschen ein Fixieren im Bett sollen nur Ausnahmefälle bis zur Erreichung anderer Präventionsmöglichkeiten sein, um schwerwiegende Verletzungen zu verhindern. Diese Einschränkung der Bewegungsfreiheit ist medizinisch ausdrücklich zu begründen und zu dokumentieren und kann nur einmalig bei Gefahr im Verzug zunächst ohne Absprache mit dem amtlichen Betreuer bzw. den Angehörigen erfolgen. Wiederholte Anwendung erfordert als freiheitseinschränkende Maßnahme eine richterliche Genehmigung. Bei zustimmungsfähigen Personen ist darauf zu dringen, dass die Maßnahmen und diese Zustimmung dazu regelmäßig überprüft werden.
Metaanalysen deuten darauf hin, dass die Wirksamkeit von Hüftprotektoren zur Vermeidung von Oberschenkelhalsfrakturen, die durch Sturz auf die Hüfte verursacht werden, nicht so stark ist wie ursprünglich erwartet. Zudem  wird durch sie auch die Ursache des Stürzens nicht behandelt.